# Чужой Іван Платонович
Іва́н Плато́нович Чужой (Кожич) (* 18 липня 1889, Остер — † 16 квітня 1945, Остер), 1939 — актор та режисер, заслужений діяч мистецтв РСФСР.

## З життєпису
Виступи починав в любительський трупі київського Лук'янівського народного будинку, згодом — в київському драматичному театрі Бергоньє.
Викладав в драматичній студії «Театральна академія» та студії при Театрі Соловцова.
Як актор виступав в Орлі та у Собольщикова-Самаріна в Катеринодарі.
Проте туберкульоз легень на три роки примушує його полишити виступи.
1916 року, підлікувавшись, поступає в Московський художній театр, де його гру помічає Станіславський. Виконує невеликі ролі, через два роки отримує роль Барона у виставі «На дні». Однак з одного спектаклю його забирають в майже передсмертному стані у лічницю в Хімках, слідують роки лікування в санаторіях Криму та Кавказу.
Після чергового одужання очолює київський «Театр студійних постановок», керував до 1929 року.
Поставив такі вистави: 
- «Женихання Бальзамінова» О. М. Островського,
- «Смерть Пазухіна» М. Є. Салтикова-Щедріна,
- «Неймовірно, але можливо» В. Ф. Плетньова,
- «Потоп»,
- "Загибель «Надії» Геєрманса.

Незважаючи на популярність у глядачів, серед яких був і Луначарський, 1929 року театр-студію закривають.
З 1935 року працює в Ленінградському театрі ім. Ленінського комсомолу, як режисер та педагог. З постановок цього часу:
- 1936 — «Женихання Бальзамінова»,
- 1938 — «Без вини винуваті» Островського.
- 1941 року їде знову на курорт, проте починається нацистсько-радянська війна, повертається в рідний Остер, де й пережив нацистську окупацію. Останні місяці не вставав, помер в своєму будинку.

Його брат, Кожич Володимир Платонович, був режисером театру ім. Пушкіна.

## Цікаві факти
Учнем Чужого був Віктор Некрасов.